# Histoire de monsieur Jabot
Histoire de monsieur Jabot est une « littérature en estampes » de Rodolphe Töpffer, précurseur de la bande dessinée. Elle a été dessinée en 1831 et publiée en 1833 (imprimerie Caillet, à Genève).

## Historique

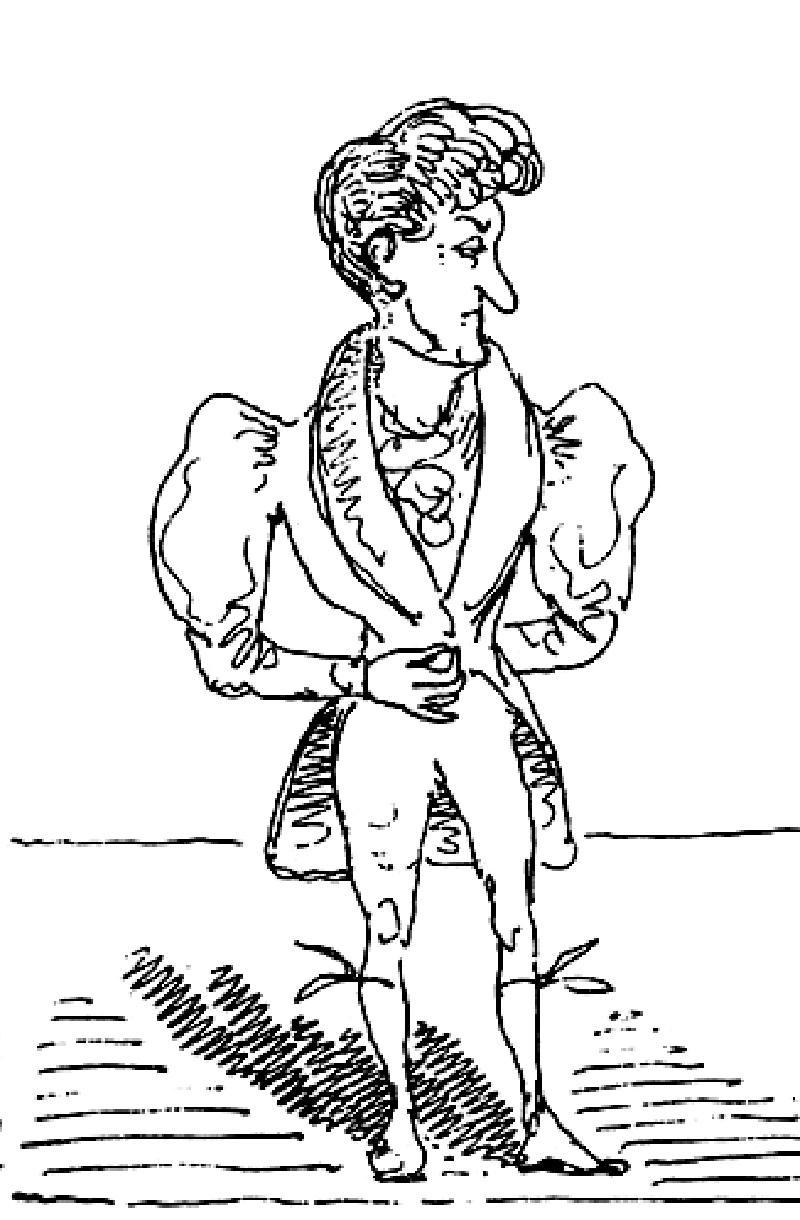
Monsieur Jabot autographiée par Töpffer

Monsieur Jabot est le cinquième ou sixième personnage de Töpffer après Vieux Bois, Festus, Crytogame et Trictrac avec Pencil et avant Crépin, Albert, Fluet et Vertpré. C'est par contre la première histoire à être éditée. Pour la grande majorité des historiens de la bande dessinée, c'est historiquement la première « bande dessinée » occidentale, pour les autres ce n'est que la première « histoire en images » occidentale du fait de l'absence de bulles.
Töpffer, comme pédagogue, dessine d'abord ses histoires pour son propre plaisir et celui de ses pensionnaires. Comme ses pièces de théâtre, elles ne sont pas destinées à être publiées. C'est un ami commun, Frédérique Soret, qui transmet en 1831 à Goethe les histoires de monsieur Jabot et de monsieur Cryptogame ainsi que quelques récits de voyage. Goethe déclare « C'est vraiment trop drôle ! C'est étincelant de verve et d'esprit ! Quelques-unes de ces pages sont incomparables. S'il choisissait, à l'avenir, un sujet un peu moins frivole et devenait encore plus concis, il ferait des choses qui dépasseraient l'imagination. ».
Töpffer redessine alors sur du papier autographique, l’Histoire de monsieur Jabot, que son lithographe, Monsieur Bétrémieux de la lithographie Schmid, reproduit en « belle page » à trois ou cinq cents exemplaires en 1833 chez Imp. Caillet, Genève. C'est l'éditeur suisse Cherbuliez qui en assure la finition et la distribution. L’Histoire de monsieur Jabot est piratée dès 1839 en même temps que l'Histoire de monsieur Crépin et Les Amours de monsieur Vieux Bois par la maison d'édition parisienne Aubert de Charles Philipon, le créateur de Charivari, qui utilise la technique de la xylographie,.
L'Histoire de monsieur Jabot est redessinée sur papier autographique par François Töpffer, le propre fils de l'auteur, pour une nouvelle parution des éditions Garnier Frères à Paris en 1860. Cette histoire connaît une nouvelle édition en 1975 par Horay.

## Synopsis

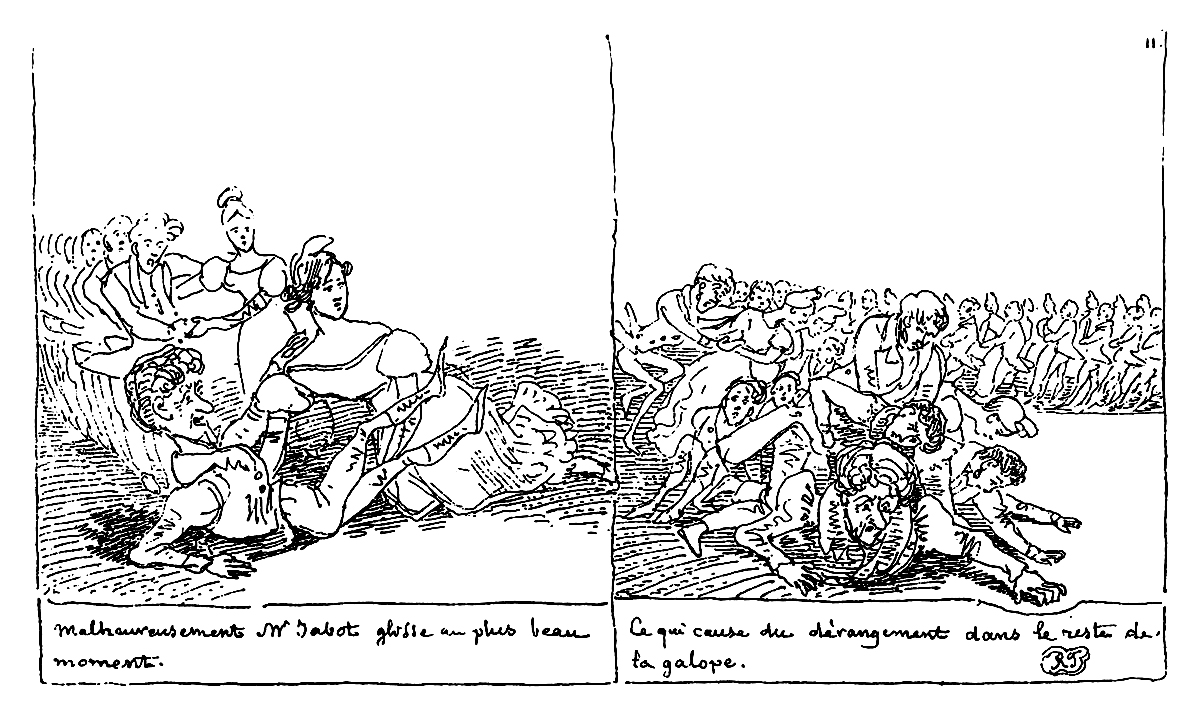
Monsieur Jabot entraîne le galot (planche 11)

Histoire de monsieur Jabot (1833), inspirée par Le Bourgeois gentilhomme, met en scène « une sorte de bouffon sot et vaniteux qui, pour s'introduire dans le beau monde, en singe maladroitement les manières ». Monsieur Jabot se construit un comportement en singeant les manières d'un milieu qui n'est pas le sien « M. Jabot croit devoir approprier des gestes de bon goût à des expressions choisies. Les expressions ayant peu d'effet, M. Jabot croit devoir se refermer dans une attitude décelant l'observation fine et la plaisanterie de bon ton. » (planche 10). Il n'hésite pas à repousser son cousin Antoine qui lui sautait au cou après trois ans d'absence (planche 13) « après quoi M. Jabot reprend ses relations avec Milord et croit devoir plaisanter sur cet étrange individu » (planche 14). 
Après de multiples péripéties (la glissade de Jabot entrainant au sol l'ensemble du galop...). Jabot est satisfait « Combien Milady fut aimable et son tendre intérêt visible ! ! Et cinq affaires d'honneur ! ! ! ! Quel début brillant ! » (planche 27) et une série de quiproquos (la cour inopportune à une dame de qualité...) Jabot rêve sa vie « M. Jabot rêve des choses enivrantes. M. Jabot rêve des hauts faits en présence d'une femme adorable » (planche 30). Mais Jabot se brûlant à une chandelle, « Ayant senti de la chaleur au dos, M. Jabot fait sept fois le tour de sa chambre en criant. Je brûle ! Je brûle ! ! ! La Marquise ne doute plus qu'elle n'ait inspirée une passion d'une violence extraordinaire. » (planche 38). Ce sont donc les circonstances qui le feront faire une fin en épousant sa voisine la marquise de Franchipane, veuve de Mirliflore,.